# Artur Schnabel
Artur Schnabel (ur. 17 kwietnia 1882 w Lipniku, zm. 15 sierpnia 1951 w Axenstein) – austriacki pianista, pedagog, kompozytor. Uważany za jednego z najwybitniejszych pianistów XX wieku.

## Życiorys
Urodzony w Lipniku (Kunzendorf) w Galicji (obecnie dzielnica Bielska-Białej) w rodzinie żydowskiej, jako syn Isidora Schnabla i Ernestine z domu Labin. Jako siedmiolatek rozpoczął naukę gry na fortepianie u Hansa Schmitta, kontynuował edukację muzyczną u Teodora Leszetyckiego.
W 1905 ożenił się z Teresą Behr z którą miał dwóch synów: Karla Ulricha (1909–2001) i Stefana (1912–1999). Po dojściu nazistów do władzy w Niemczech, wyemigrował do Włoch, a potem do USA (w 1944 uzyskał amerykańskie obywatelstwo).
Wykonywał utwory Bacha, Mozarta, Beethovena, Schuberta, Schumanna, Brahmsa. Autor autobiografii My life and music (1961) oraz książek Reflections on Music (1933) i Music and the Line of Most Resistance (1942).